# Apriona multigranula
Apriona multigranula är en skalbaggsart som beskrevs av Thomson 1878. Apriona multigranula ingår i släktet Apriona och familjen långhorningar.
Artens utbredningsområde är Filippinerna. Inga underarter finns listade i Catalogue of Life.